# ハーバート・ボウデン
エイルストーン男爵ハーバート・ウィリアム・ボウデン（Herbert William Bowden, Baron Aylestone, 1905年1月20日 - 1994年4月30日）は、イギリスの労働党の政治家。
1967年に一代貴族に叙され、1975年に名誉勲位を叙勲した。

## 生涯と業績
第二次世界大戦中、ボウデンはイギリス空軍でその任務に就いた。1945年、ボウデンは庶民院議員総選挙に南レスター選挙区から出馬し初当選を果たし、1949年には労働党の院内幹事に任ぜられた。続く1950年の総選挙では南西レスター選挙区から出馬し再び当選を果たすと、同年に財務委員会の委員長に就任した。翌1951年、ボウデンは労働党の副院内幹事に就任したが、同年の総選挙で労働党が野党に転落したことを機に、ボウデンは院内幹事長に就任した。その後1962年、ボウデンは枢密顧問官に任命された。
1964年、労働党が総選挙で勝利し与党の座に返り咲くと、ボウデンは庶民院議長兼枢密院議長に就任した。1966年8月1日、英連邦諸国省と植民地省が合併し英連邦省が誕生すると、ボウデンはその長である英連邦大臣に任命され、1967年8月29日まで務めた。同年9月、ボウデンは「レスター市におけるエイルストーンのエイルストーン男爵」 (Baron Aylestone, of Aylestone in the City of Leicester) として一代貴族に叙され、独立テレビジョン公社の会長に就任した。
1975年、ボウデンはコンパニオン・オブ・オナー勲章を叙勲した。
| 先代 クウィンティン・ホッグ | 枢密院議長 1964年 - 1966年 | 次代 リチャード・クロスマン |
| 先代 セルウィン・ロイド     | 庶民院議長 1964年 - 1966年 | 次代 リチャード・クロスマン |
| 先代 ―                      | 英連邦大臣 1966年 - 1967年 | 次代 ジョージ・トムソン     |